# Acquaformosa
Acquaformosa (in Arbëresh, IPA: [ar'bəreʃ]: Firmoza) ist eine süditalienische Gemeinde in der Provinz Cosenza in Kalabrien mit 959 Einwohnern (Stand 31. Dezember 2023).

## Lage und Daten
Acquaformosa liegt 74 Kilometer nordwestlich von Cosenza. Die Nachbargemeinden sind Altomonte, Lungro und San Donato di Ninea.

## Geschichte
Acquaformosa wurde zwischen 1476 und 1478 von albanischen Flüchtlingen (Arbëresh) neu besiedelt.